# 語碼轉換
語碼轉換（英語：Code-switching）是一個常見的語言現象，指一個人在一個對話中交替使用多於一種語言或其變體。此現象是眾多語言接觸現象之一，常出現於多語者的日常語言。除了日常語言的對話，語碼轉換也出現於文字書寫中。「語碼轉換」之討論必定會牽涉「雙語」（Bilingualism）之內容。語碼轉換的語料中可見兩種以上語言在語音、句法結構等多方面的相互影響。語言學家與心理學家對人類的語言運用與大腦如何處理語言訊息產生極大興趣，許多相關的討論也因而產生。
多語者有時會在對話中使用多種語言的元素。語碼轉換是以符合各語言語法、聲韻的方式使用多於一種語言學上的變體。語碼轉換相較於其他語言接觸現象較為獨特，如外來語、皮欽語、克里奧語、借譯及語言移轉，語碼轉換並不改變一語言內容也不產生新語言。外來語影響一個語言的詞庫，語碼轉換則在各獨立的發言中發生。 皮欽語在各對話方語言不互通的情況下產生，語碼轉換則發生於對話參與者可流利使用參與語言的情境。

## 定義
「語碼轉換」指說話者在同一段對話或句子裡使用兩種以上的語言或方言。
弗里斯和派克等多位語言學家認為，「語碼」之概念挪用自資訊與通訊科技領域。在資訊與通訊科技領域中，「碼」（Code）之轉換指的是兩套以上系統之間準確傳導信號的機制。將此概念挪用至語言學領域中，「碼」成了傘式術語（或稱雨傘術語），所涵括的意思就更廣了。「語碼」含括語言、方言、語體風格等不同的層面；而「轉換」（Switching）指的是不同語言在同一對話中的交錯運用。語言的運用涵蓋兩個層面：
1. 對說話者所說的內容的理解。
2. 語言的產出。

## 語碼轉換與語碼混合的關係
語言學家大致認同「語碼轉換」涉及多種語言的交錯使用，但對其嚴格的定義有不同的意見，也常將「語碼轉換」和「語碼混合」並置討論。某些語言學家認為，若所運用的語言皆保留各自的語言特性（如：句法結構），此種語言的交錯運用即稱為「語碼轉換」；若多種語言的特性相互影響而使語言有所改變並且提高彼此的相似度，此種語言的使用就稱為「語碼混合」。
雖然在定義上，二種概念有此明顯的區別，但在實際判斷語言的使用或分析語料時語言學家難以明確地判斷語言使用者的表現為何者。這是因為「語碼轉換」和「語碼混合」的語言現象常常並存於同一個談話中。此外，二者於概念上也有其相似之處。
S. 斯里達爾、K. 斯里達爾和博卡巴認為，「語碼混合」是同一句子中不同語言的使用；而「語碼轉換」是不同的句子中語言的轉換。除了上述兩種觀點，邁澤爾認為「語碼混合」是兩套語言系統和語法的融合；而「語碼轉換」則是說話者因說話對象、主題、語境等因素而選擇語言的語用技巧。另外，蘇珊·丹普等語言學家以「語言混合」泛指多種語言混雜的現象，以避免名詞與定義的爭辯。也有語言學家以「跨語言結構」（Cross-linguistic structure）來指稱此語言現象。

## 心理語言學中的語碼轉換
語碼轉換此語言現象為語言學家和心理學家提供了另一扇研究人類大腦如何運作的窗口，學者能夠透過對語碼轉換的研究而進一步了解人類大腦如何處理語言。
心理語言學家對人腦中單一語言與複數語言如何形成、組織與建構感到好奇。語言學家對於雙語或多語使用者的人腦中「不同的語言是否各自形成一套系統或是同屬一套系統」、「不同語言的詞庫是否分屬兩套系統」，或「同屬一套系統並能夠自由運用」等此類問題莫衷一是，但大致上認為雙語或多語使用者無法將某一語言完全「關閉」。
關於大腦如何處理語言資訊，學者也試圖探究語言在大腦中如何被理解與產出：潘菲爾德和羅伯茨在1959年提出了「單開關模式」（Single switch model）之說法，此說法認為一個語言的啟動抑制了另一個語言的操作；麥克納馬拉則提出了「雙開關模式」（Two-switch model），一個「開關」負責處理語言的產出，另一個則負責處理語言的接收；而阿爾伯特和奥布勒則認為大腦中控制雙語或多語的系統是連貫且靈活的。儘管多次嘗試，學者仍然無法準確標示不同語言在大腦中的分佈，這似乎意味著不同的語言在雙語使用者的大腦中是融合成一個整體的，而不同雙語者對於語言的特徵可能也有著不同的分類方式。另一方面，語言學家也探究不同語言中相似與相異的詞彙與語素結合的可能性，某些詞彙或語素的組合能夠輕易地被接受與使用，某些組合並不容易被接受，甚至不可能出現。
在認知方面，雙語兒童的語言習得大致上與單語兒童相似，但是雙語兒童比單語者更能夠掌握兩種語言中共有的語言結構，而提早接觸雙語被普遍認為有助於提升一個人的認知能力。這是因為雙語使用者比單語使用者更需仰賴自身的語言監管機制以處理不同的語言訊息。更甚者，雙語者比單語者更有能力掌握較抽象的概念，這或許是因為雙語者在語言習得初期就必須明確的分辨能指（Signifier）和所指（Signified）。

## 社會語言學中的語碼轉換
語碼轉換常出現於移民社群、區域性少數民族社群和多語族群的日常語言中，也是雙語社群的語言特徵。
從社會語言學的角度探討語碼轉換，也是非常重要研究領域，例如托馬森和考夫曼就將影響語碼轉換的社會因素分為三個層面：
1. 獨立於環境背景之因素：撇除因特定的對話者與情境產生的影響，整體大環境對於社群內大部分的多語言使用者都會有類似影響，這樣的因素歸於此類。
2. 相依於人或群體之因素：多語言使用者會因面對不同的人或身處於不同群體裡，而產生不同的語碼轉換的方式，這樣的因素歸於此類。
3. 相依於對話內容之因素：語言使用者也會隨對話之內容與主題而轉換其語碼，這樣的因素歸於此類。

在語碼轉換早期的研究裡，約翰·甘柏兹的研究非常重要。他的許多研究都彙整於1982年出版的 裡。他提出將語碼轉換分為「我方語碼」（We-code）及「他方語碼」（They-code）的二分類法，以及「情境型語碼」（situational code-switching）及「對話型語碼」（conversational code-switching）的二分類法，這兩種分類法至今對於語碼轉換的研究仍具有很大的影響力。
「我方語碼」指的是使用者對於該語言有較高的認同，認為該語言是屬於自己的語言；反之，則被歸類為「他方語碼」；我方語碼的使用代表其人認為與談者與自己所屬的社會文化較同質，而他方語碼的使用表示了與談者之間關係的疏離。邁爾斯-斯科頓認為，在較宏觀的層面上，語言行為會受到社會結構的支配。語言也是權力的象徵，而對於民族來說，語言亦是民族本身的象徵。甘柏兹指出在雙層語言的影響之下，民族本身的語言（下層語言）通常被人們歸類為我方語碼，而具有較高威望的官方語言則被該民族視為是他方語碼。但是，這樣的上、下層語言對應他方、我方語碼的分類並非絕對的結果，實際上仍會因不同的社會因素的影響產生不同的分類結果。另一方面，殖民地裡有部分的語碼轉換亦不能全然依此二分法分類。甘柏兹提供了好幾個例子（印地語－英語、西班牙語－英語之間的語碼轉換）以說明語碼之轉換有其溝通上的功能，這些例子亦充分說明了語言可作為身份的象徵。不只如此，甘柏兹也指出，除了表示身份之親疏，語碼之轉換也象徵了說話者對於話題的參與度。
「情境型語碼」的轉換意指為了因應不同的情境、對話者、內容、主題等較為外部的因素而在對話中產生語碼轉換；「對話型語碼」的轉換則是指在對話中，為了表達隱含於字面意義之後的意思（類似隱喻）而具有言外之意的語碼轉換。在此兩者之間，E. 麥克盧爾和M. 麥克盧爾認為情境型語碼轉換通常比對話型語碼轉換更重要，而後者的出現常常具有強調的功能。
另外，語碼轉換並不只有字面上的語言差異，而更有其背後的象徵雙重性（Symbolic duality）。例如，一般來說人們對於來自家鄉的語碼轉換及其價值有較高的認同，這常常使得在異鄉的遊子聽到來自母語的語碼轉換會感到溫暖。在常使用語碼轉換的社群裡，語言使用者的年齡與其使用的語碼轉換類型有很大的關聯性，不同年齡層的成長背景和教育程度之差異會影響語言的使用。值得一提的是，在移民社會中，語碼轉換是在語言能力不足的情況下的溝通策略：第二代的移民因為母語能力不足，與家人溝通時常常出現語碼轉換之現象以彌補其語言能力之不足。
從微觀的角度來看，個體會為了達到其目的而改變語言的使用，語言也會因對話者和場合的不同而轉換。多語使用者在面對不同的人或群體時，會根據其人際關係、意識形態、自我認知與對他人的認知等等，適當地轉換語言之使用，例如，在公開場合中，一個人所使用的語言會比在家中的語言正式。另外，語言也會因對話內容和主題而轉換，譬如在談論學術領域的各種概念時，雖然有中文翻譯，但是說話者仍傾向在提及專有名稱時使用英文。這或許是因為說話者最初以英文來學習該概念，或是英文專有名稱較為人所知，又或是使用者認為英文較能顯現其專業能力。
現今主要的語碼轉換研究大多是以微觀語言學的觀點為主，聚焦在以微觀的方式去解釋語碼轉換，而較少以宏觀的語言學方法（Macro-linguistic approaches）去解釋語碼轉換之於社會的交互影響。事實上，社會語言學涵蓋的範圍非常廣，從語言政策到各語言之間的「市場」(不同語言間的競爭與選擇)，例如男性及女性、中產及勞工階級等等，各式各樣不同族群在語言學上有甚麼樣不同的表現行為，都是其研究範疇。所以，從宏觀的角度分析語碼轉換仍是非常重要的，關於這部分的研究，海勒指出，在一個可能產生衝突或欺壓的環境裡（如學校），適當的語碼轉換能夠達成切換角色認同、避免衝突的功效；加爾則指出，語碼轉換常常涉及官方語言與被壓迫語言的議題，而適當的語碼轉換使用，具有象徵、提高反抗權威的功效。
然而，針對宏觀的語言學研究，卡梅倫也點出這個領域早期研究的缺陷：過去的社會語言學家傾向把語碼轉換層次化，將之視為社會影響的結果呈現，認為語碼轉換單純是反映了社會與政治的影響，而去忽略其中包含的衝突與不滿。如今，我們可以確信的是，社會及語碼轉換之間事實上是相輔相成的雙向交互影響，並不可以偏廢。

## 習得
關於語言習得，語言學家提出了「關鍵期假說」，一般來說，語言習得之「關鍵期」於青春期末結束。在此之前，兒童有足夠的能力完全掌握母語。若兒童遭受意外或疾病而影響了其語言發展，在此關鍵期結束以前，兒童仍然能夠恢復其語言習得之能力，而兒童在此關鍵期結束以前也有能力完全習得第二或第三語言。語言習得之能力會隨著年齡的增長而下降。同步雙語兒童在語言習得與運用的過程中也會出現語碼轉換之現象，另外，由於學習語言的環境和條件不同，同步雙語兒童和第二語言學習者之語碼轉換性質上常常有所不同。
另外，語碼轉換之現象可能源自一個人母語能力的退化。當說話者某一語言的能力不強，但該語言又有表示身份的作用時，說話者傾向於轉換語碼。
語言學家在研究同步雙語兒童語碼轉換之現象時，最關心的議題乃是兒童習得的內容和兩種語言同步發展的結果。此項研究特具挑戰。語言學家需要精準且清楚地分辨目標問題是否和語言發展相關。隨著年齡的增長，兒童逐漸成熟的語言和元語言學能力會改變其語碼混合的比例。許多語言學家，如：邁塞爾指出，兒童在年幼時期所出現之語碼轉換或混合的現象與成年人所出現的語碼轉換現象不同：成年人的語碼轉換現象大多數與語言能力有關，而兒童在語言學習過程中所出現的語碼轉換現象大多與其語言發展有關。我們知道兒童語碼轉換的模式，會隨著語言能力的增強而有所改變，然而，成年人語碼轉換的模式會受到某一語言能力的限制。
某些語言學家認為，雙語兒童的語碼轉換是其語言發展的結果。兒童在習得語言的階段未必意識到自己正在學習不同的語言，也無法明確分辨兩種不同的語言。因此，語言學家認為，「語言混合」能夠更準確地指涉兒童的語言現象。
對兒童來說，語碼轉換有其實際的用途。語碼轉換有助於兒童與成年人溝通，更可作為一種語體風格的變化。當兒童與成年人溝通時，語碼轉換常具有強調的作用。再者，兒童會因為與談者與其關係的不同而轉換語言，語言的轉換也會改變對話者的權力關係，兒童也因此達到其對話目的。
對於成年的非母語使用者來說，語碼轉換是一個很好的溝通策略。當成年人在學習第二語言時，適時的轉換成母語讓初學者能夠避開較困難的部分，有助於學習者更完整地表達自己的意思。

## 類型
語碼轉換主要可分成下列兩種類型:15：

### 句內轉換
句內轉換（Intra-sentential switching）：句子內部出現語言之轉換。
例子：
1. 你那篇article還沒finish啊？（意旨：你那篇文章還沒寫完啊？）[17]:18
2. 你看你说话的表情多么地骄傲，难道不怕我 say sorry get out？（蔡依林《愛情36計》）（65-pop song）[18]
3. 周卿家，同朕再check吓，睇吓各地各省仲有冇人欠稅。（崇禎帝，《帝女花》，陳豪飾）

### 句外轉換
句外轉換（Inter-sentential switching）：句子與句子之間出現語言之轉換。
例子：
1. 你暑假不修課了。I heard you will graduate in May, won't you?（我聽說你將在五月畢業，不是嗎？）[17]:19
2. Merry Merry Christmas. Lonely lonely Christmas. 想祝福不知该给谁 爱被我们打了死结。（陳奕迅《Lonely Christmas》）[18]:69

## 外部連結
- 語碼轉換的介紹（繁體中文）